# Psycho Killer (film)
Pour les articles homonymes, voir Psycho Killer.
Pour plus de détails, voir Fiche technique et Distribution.
Psycho Killer  est un film américain réalisé par William Lustig sorti en 1989.

## Synopsis
Un jeune policier et un vétéran de la police de Los Angeles font équipe pour élucider une série de meurtres. Les deux policiers retrouvent la trace du tueur en série. Il s'agit d'un fils de policier martyrisé par son père dans son enfance. Le tueur multiplie les meurtres et décide s'attaquer au vétéran et à la jeune recrue…

## Fiche technique
- Titre original : Relentless
- Réalisation : William Lustig
- Scénario : Phil Alden Robinson
- Photographie : James Lemmo (en)
- Musique : Jay Chattaway
- Costumes : Verkina Flower
- Montage : David Kern
- Producteur : Sanford Hampton et Howard Smith
- Production : Cinetel Films / Out of The Dark Productions
- Distributeurs : New Line Cinema / Cineplex Odeon Films (en) / Warner Home Video / RCA Columbia Pictures Home Video / Sony Pictures Home Entertainment / Mill Creek Entertainment
- Pays de production : États-Unis
- Genre cinématographique : Thriller
- Durée : 92 minutes
- Interdit aux moins de 12 ans

## Distribution
- Judd Nelson : Arthur Buck Taylor
- Robert Loggia : Bill Malloy
- Leo Rossi : Sam Dietz
- Meg Foster : Carol Dietz
- Patrick O'Bryan : Todd Arthur
- Ken Lerner : Arthur
- Mindy Seeger : Francine
- Angel Tompkins : Carmen
- Beau Starr : Ike Taylor
- Harriet Hall : Angela Taylor
- Frank Pesce (en) : Marra
- Ron Taylor : capitaine Blakely
- Roy Brocksmith : médecin légiste
- Edward Bunker : Cardoza
- Michael Francis Clarke : Ernie
- Brendan Ryan : Corey Dietz
- Dan Vogel : Furillo